# Дієго Лопес де Когольюдо

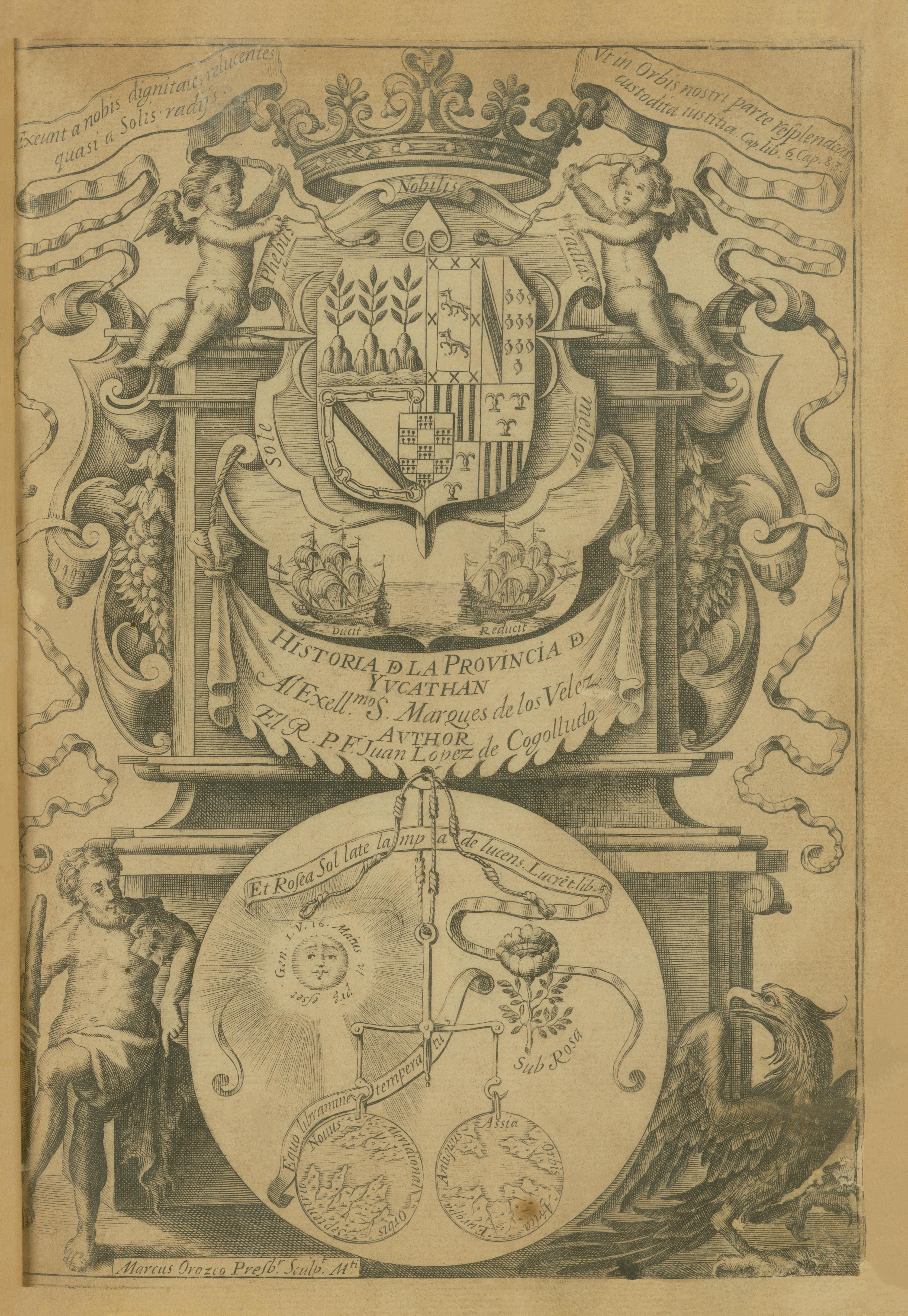
Титульна сторінка роботи Когольюдо «Historia de Yucatán»

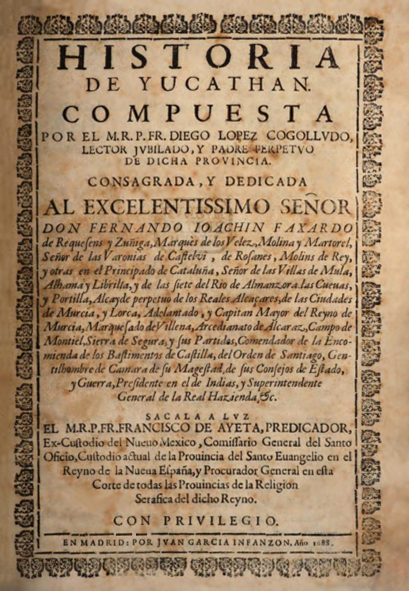
Перша сторінка книги «Historia de Yucatán»

Діє́го Ло́пес де Коголью́до (ісп. Diego López de Cogollud; 1613—1665) — іспанський історик Мексики та Юкатану, місіонер, чернець ордену францисканців.

## Біографія
Народився в Алькала-де-Енарес, де 31 березня 1629 в монастирі Сан-Дієго-де-Алькала він поповнив ряди францисканського ордену. Вирушив до Юкатану як викладач теології, пізніше став настоятелем монастиря Сан-Франсиско в Мериді, вершиною його кар'єри став пост провінціала Юкатану — голови францисканського ордену цієї єпархії.
Когольюдо відомий як автор «Історії Юкатану» («Historia de Yucatán»), опублікованій у Мадриді в 1688 р. У цій роботі докладно подається вся історія Юкатану після іспанського завоювання, у тому числі конкісту, навернення в християнство індіанців, біографію Дієго де Ланди, навали англійських піратів тощо. Як джерела цієї праці Когольюдо згадує «Relación de las cosas de Yucatán» де Ланди, «Історію Юкатану» Бернарда де Лізани та «індіанську монархію» Хуана де Торкемада (1557—1624). Робота пройшла цензуру інквізиції й була визнана придатною для публікування. Однак працю Когольюдо було забуто. Її вперше перевидано у 1842 р.